# Pervomáiskogo Lesnichestva
Pervomáiskogo Lesnichestva (del ruso: Первомайского Лесничества) es un posiólok del raión de Gulkévichi del krai de Krasnodar, en el sur de Rusia. Está situado en la orilla izquierda del río Kubán, 21 km al este de Gulkévichi y 160 km al este de Krasnodar, la capital del krai. Tenía 45 habitantes en 2010.
Pertenece al municipio Ventsy-Zariá.